# Parc naturel du Alvão
Le parc naturel du Alvão est une aire protégée du Nord du Portugal. De dimensions réduites, il est situé entre les municipalités de Mondim de Basto et Vila Real. Il a été créé en 1983.

## Patrimoine naturel
Sa principale curiosité géologique est la chute d'eau connue comme Cascata de Fisgas do Ermelo..
Deux autres cascades : celle de Galegos da serra et de Fisgas de Ermelo.

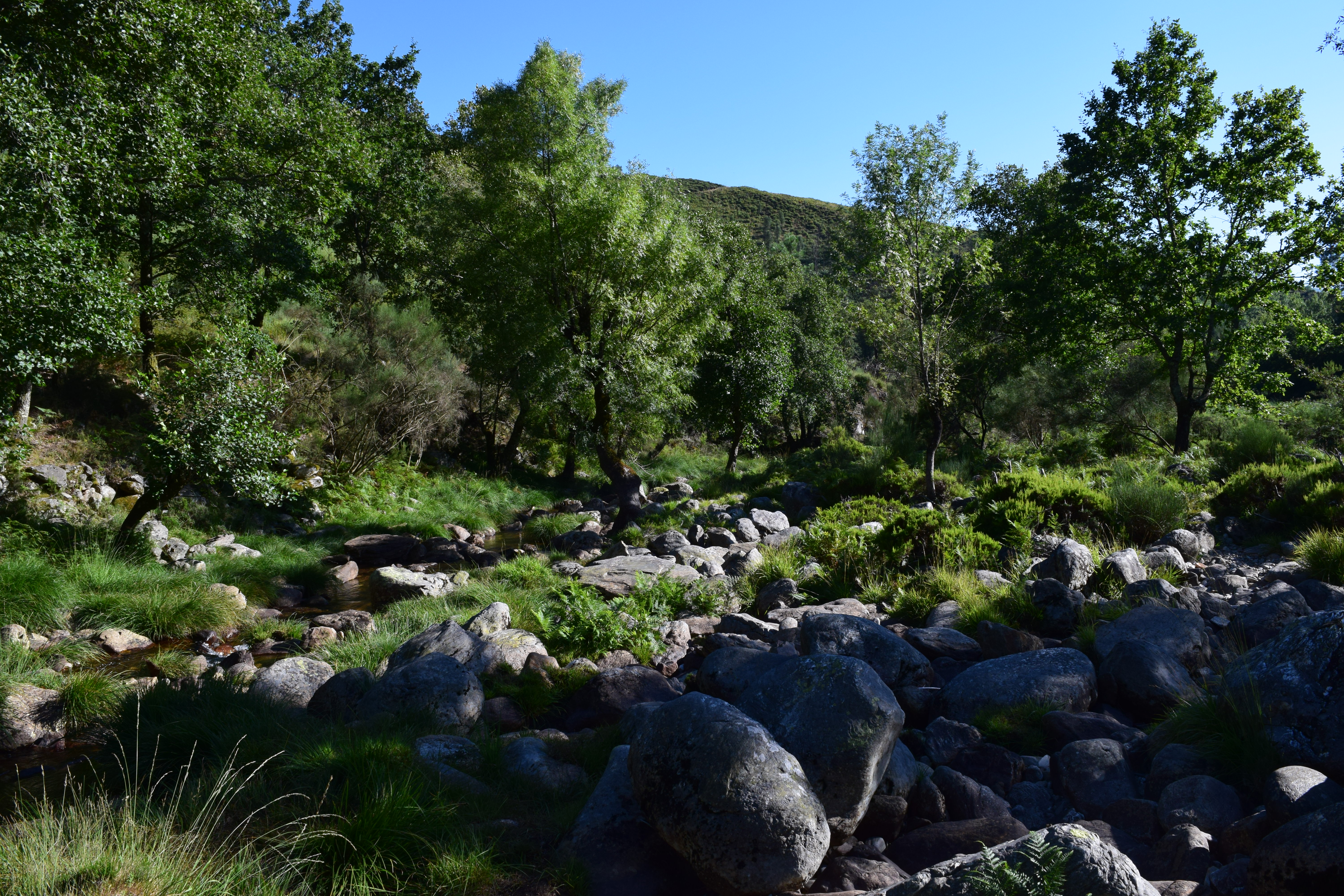
Parc naturel du Alvão
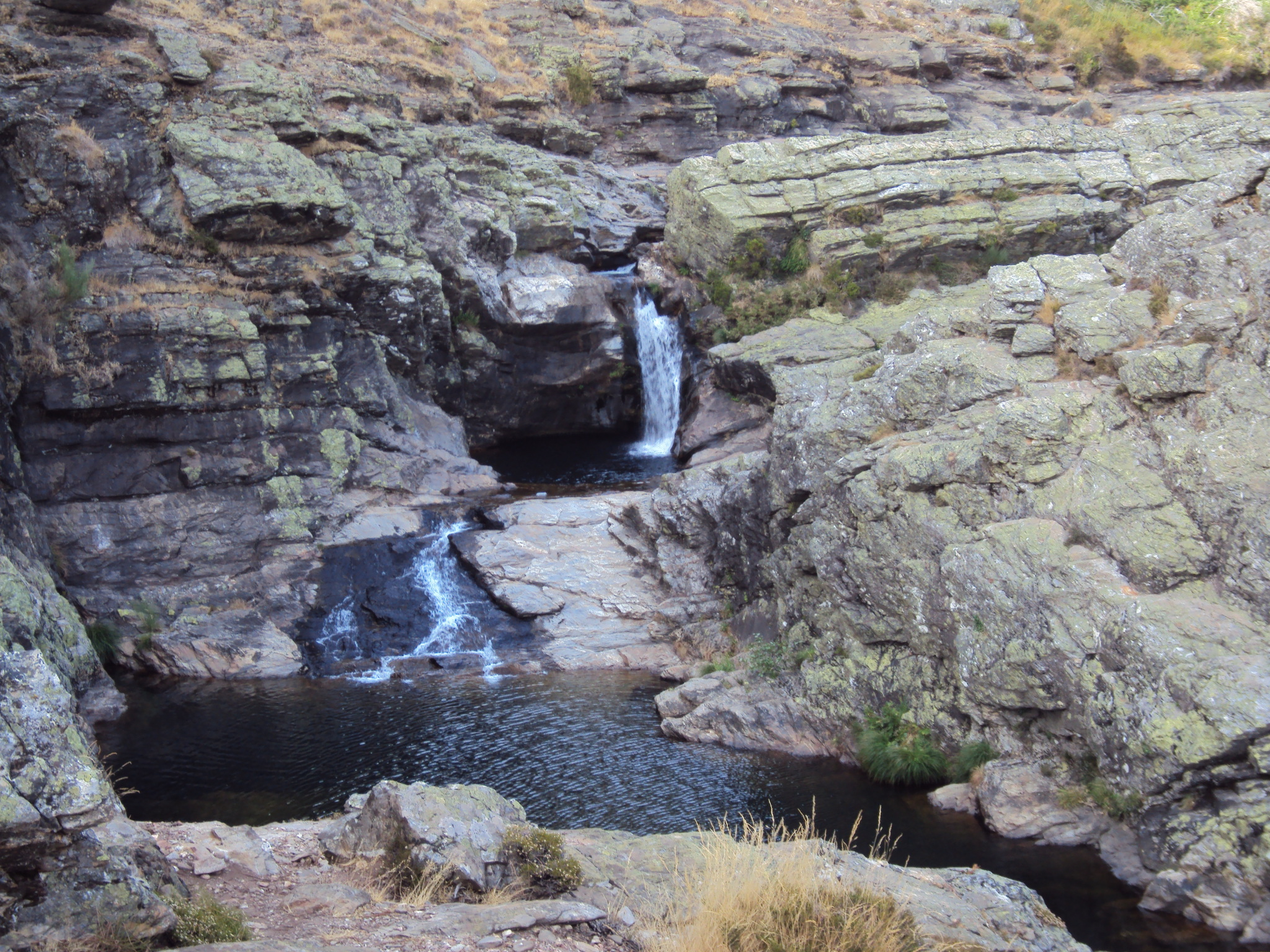
Fisgas de Ermelo
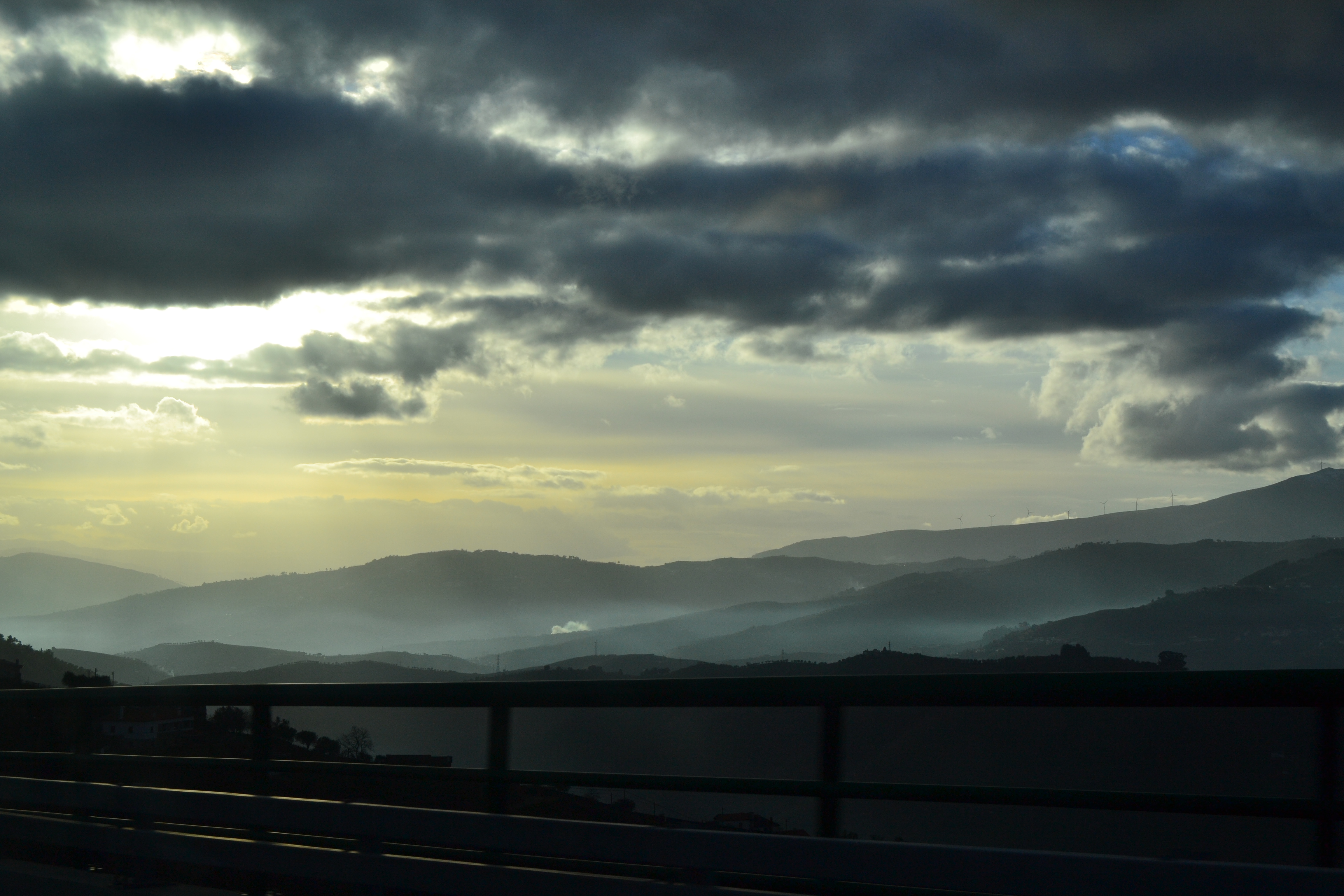
Nuit dans le parc naturel du Alvão

## Faune
- L'aigle royal est pratiquement éteint dans la zone du parc et la région adjacente.
- Le loup ibérique (Canis lupus signatus). Le noyau de peuplement de l'Alvão est un des plus importants du Portugal. Il est actuellement très menacé par l'impact des autoroutes A24 et A7, des carrières illégales, des parcs éoliens (leur implantation a entraîné l'ouverture d'accès routiers qui n'ont pas été fermés par la suite et augmentent la perturbation d'origine humaine) et des quatre barrages prévus par le plan national des barrages qui vont être construits sur le Tâmega. Si ces barrages sont construits sans précaution, ils provoqueront l'isolement de la population de loups et son extinction.
- Le chat sauvage sur lequel planent les mêmes menaces que pour le loup.
- Le desman (Galemys pyrenaicus) dont la population est sérieusement menacée par les mêmes barrages.
- Le faucon pèlerin.